# Harlington Shereni
Harlington Shereni (Chiredzi, 6 luglio 1975) è un ex calciatore zimbabwese, di ruolo centrocampista.